# Defying Gravity
Defying Gravity är en sång från musikalen Wicked skriven av Stephen Schwartz. På originalinspelningen, som spelades in 2003, medverkar Idina Menzel och Kristin Chenoweth.